# Deep Purple Debut Tour
Deep Purple Debut Tour – pierwsza trasa koncertowa grupy Deep Purple, która odbyła się w Europie, szczególnie w Skandynawii. W tym czasie grupa nie była jeszcze popularna. Tuż po zakończeniu tej trasy Deep Purple rozpoczęli sesje nagraniowe do swej debiutanckiej płyty.

## Historia
Przed rozpoczęciem trasy nastąpiło kilka zmian w składzie Deep Purple. W 1967 r. były perkusista grupy Chris Curtis Searchers skontaktował się w Londynie z biznesmenem Tonym Edwardsem w nadziei, że uda mu się stworzyć grupę Roundabout
ze względu na ciągłe zmiany w jego grupie. Będąc pod wrażeniem planu Edwards zgodził się na sfinansowanie przedsięwzięcia Curtisa z pomocą dwóch partnerów biznesowych: Johna Coletta i Rona Hire'a.
Do Curtisa i Edwardsa dołączył John Lord, który wcześniej grał w zespole Artwoods z Artem Woodem (bratem przyszłego gitarzysty zespołu The Rolling Stones, Rona Wooda) i Keefem Hartleyem. Na przesłuchania do grupy przyjechał również z Hamburga gitarzysta Ritchie Blackmore. Na stanowisko basisty Lord zaproponował swojego starego przyjaciela Nicka Sampera, który wcześniej grał w zespole The Flower Pot Men and their Garden. Skład zespołu uzupełnili jeszcze: wokalista Rod Evans i perkusista Ian Paice z grupy The Maze. Po krótkiej trasie koncertowej po Danii Blackmore zasugerował nazwę Deep Purple, którą zapożyczył od tytułu jednej z ulubionych piosenek swojej babci.

## Program koncertów
1. "Hush"
2. "And the Andress"
3. "Hey Joe"
4. "Love Help Me"
5. "Help"
6. "Mandrake Root"
7. "Prelude: Happiness/I Go Sad"
8. "One More Rainy Day"